# Bleijendaal (Oirschot)

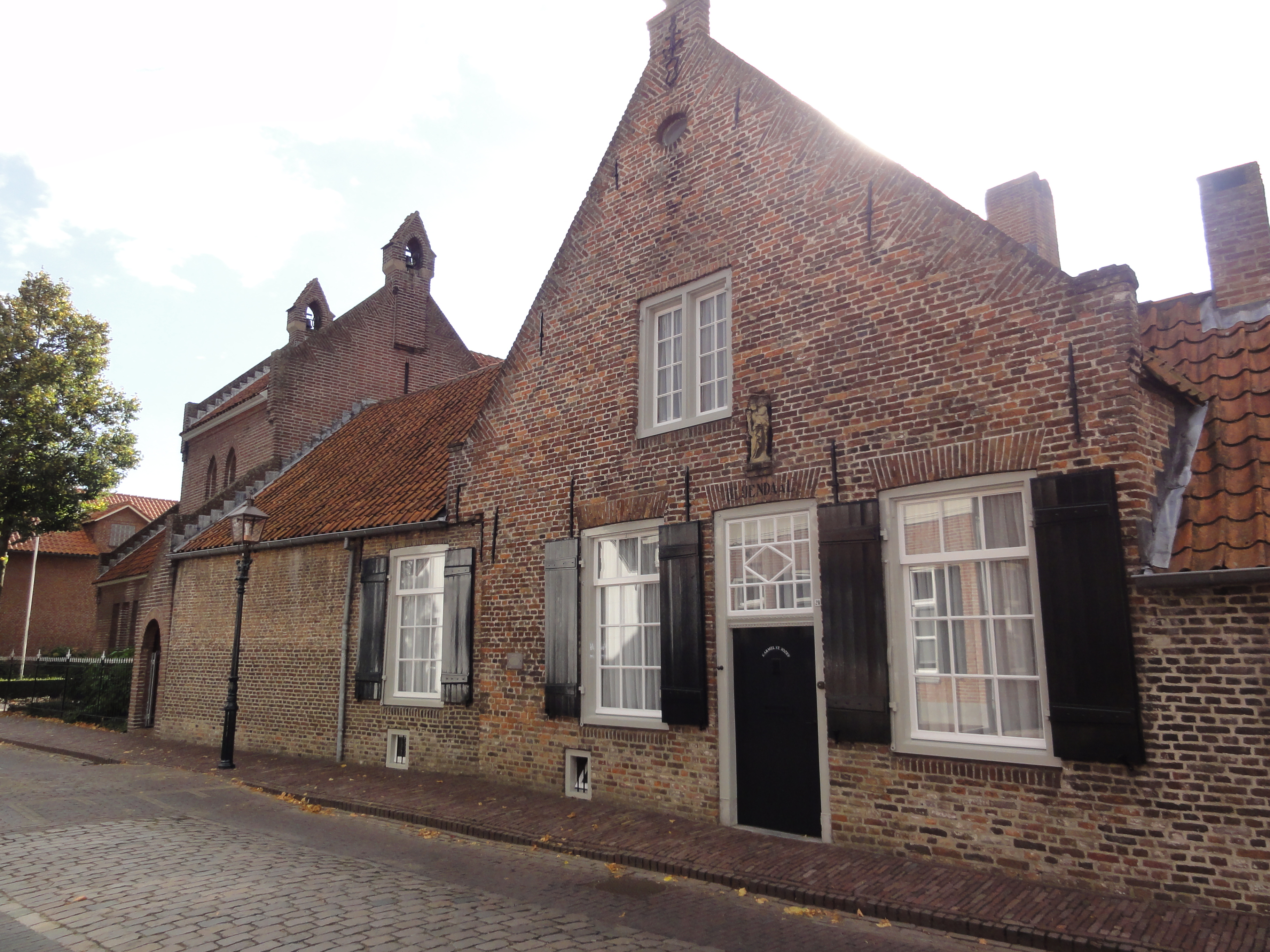
Carmelitessenklooster Blijendaal Oirschot

Huis Bleijendaal is een oud woonhuis in Oirschot dat enige malen dienst heeft gedaan als karmelietessenklooster en dat een merkwaardige geschiedenis kent.
In 1595 werd Silvester Lintermans geboren die de eerste eigenaar van het Huis Bleijendaal zou worden. Hij was een notabele die in Dowaai had gestudeerd. In Antwerpen, waar zijn dochter werd opgevoed, kwam hij in contact met de daar aanwezige karmelietessen en in het bijzonder met de daar verblijvende Maria van Valkenisse, de Heilige Non.
Onder beschermheerschap van Frederik Hendrik werd in 1644 daadwerkelijk een karmelietessenklooster te Oirschot gesticht in huis Bleijendaal, en hierin kwam Maria te wonen samen met enkele andere zusters die vanuit Antwerpen overkwamen. Hiertoe werd het huis enigszins verbouwd en er kwam een kapel in, die echter geen ramen aan de straatkant mocht hebben, aangezien de Staatse autoriteiten dit niet toestonden. In 1658 stierf Maria van Valkenisse en, na een bewogen periode waarin haar lijk een hoofdrol speelde, moesten de zusters in 1663 het pand verlaten. Daarop werd het gekocht door de bekende chirurgijn Arnold Fey en het pand herkreeg de functie van woonhuis.
In 1931 kwamen er toch weer karmelietessen in het gebouw wonen en werd de Carmel Sint-Josef gesticht. Daartoe was het gebouw door de architect Valk aangepast, en werd aan de zijkant een stuk aangebouwd. In 1951 werd een tweede vleugel toegevoegd. Sinds 1991 is het gedeeltelijk een verpleeghuis voor bejaarde karmelietessen, het Klooster Bejaarden Oord geheten. Huis Bleijendaal werd een zogenaamd buitenhuis, wat betekent dat dit de enige plaats in het klooster is waar buitenstaanders mochten komen. Deze werden te woord gestaan door de buitenzuster.
Het karmelietessenklooster bevat een aantal relieken van de Heilige Non.